# República Socialista Soviética Autônoma de Komi
A República Socialista Soviética Autônoma de Komi ( em russo:  Коми Автономная Советская Социалистическая Республика  ; em komi:  Коми Автономнӧй Сӧветскӧй Социалистическӧй Республика), abreviado como RSSA de Komi ( em russo:  Коми АССР  ; em komi:  Коми АССР   ), era uma república autônoma da RSFS da Rússia dentro da União Soviética, estabelecida em 1936 como sucessora do Oblast autônomo de Komi-Zyryan .
Em 1991, tornou-se a República de Komi, uma república federal da Rússia .

## História
Em 22 de agosto de 1921, o Oblast Autônoma de Komi foi formada a partir das partes orientais da Gubernia de Arcangel e da Gubernia Dvina do Norte da RSFS da Rússia.
Em 5 de dezembro de 1936, sob a nova Constituição da URSS, Oblast Autônomo de Komi foi transformado em Reública Socialista Soviética Autônoma de Komi.
Em 30 de dezembro de 1978, no norte de Komi, a geada ACSR chegou a -45 a -51 °C.
Em 29 de agosto de 1990, o Conselho Supremo de Autonomia proclamou sua soberania como República Socialista Soviética. Em 24 de maio de 1991, o Congresso dos Deputados Do Povo da RFSR introduziu um novo nome no artigo 71 da Constituição.
Em 26 de maio de 1992, o Conselho Supremo de Komi aprovou uma lei renomeando Komi para República de Komi. Em 9 de dezembro de 1992, um novo nome foi adicionado pelo Congresso dos Deputados do Povo à Constituição da Federação Russa. A alteração entrou em vigor em 12 de janeiro de 1993.